# 萨拉居藏
萨拉居藏（法語：Sarraguzan，法語發音：[saʁagyzɑ̃]）是法国热尔省的一个市镇，属于米朗德区。

## 地理
萨拉居藏（43°21'24"N, 0°20'15"E）面积8.64 平方千米，位于法国奧克西塔尼大區热尔省，该省份为法国西南部内陆省份，北起顺时针与洛特-加龙省、塔恩-加龙省、上加龙省、上比利牛斯省、大西洋比利牛斯省和朗德省接壤。
与萨拉居藏接壤的市镇（或旧市镇、城区）包括：丰特拉耶、贝尔纳代德巴、卡斯泰、马纳斯-巴斯塔努斯、蒙德马拉斯特、萨代扬。

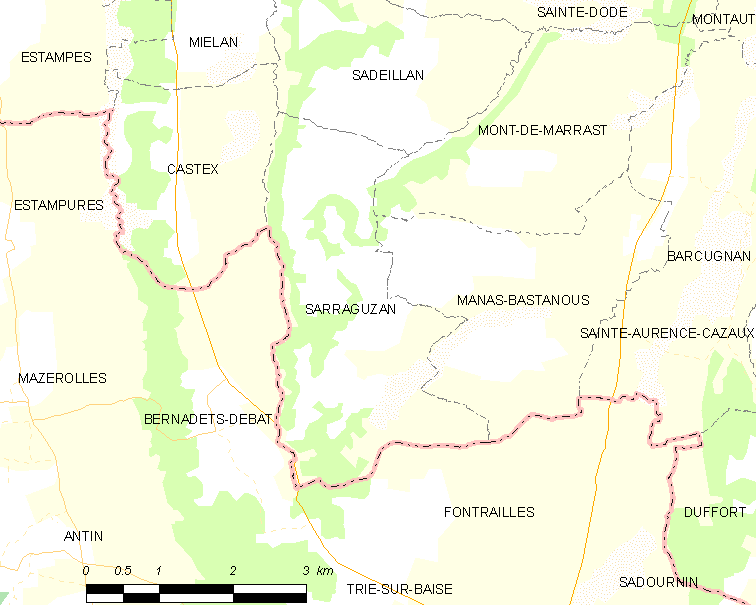
萨拉居藏的OSM定位图

萨拉居藏的时区为UTC+01:00、UTC+02:00（夏令时）。

## 行政
萨拉居藏的邮政编码为32170，INSEE市镇编码为32415。

## 政治
萨拉居藏所属的省级选区为米朗德-阿斯塔拉克县。

## 人口

1962-2008年间萨拉居藏人口变化图示

萨拉居藏于2022年1月1日时的人口数量为87人。